# Nowyj Auł
Nowyj Auł (ros. Новый Аул) – wieś w Rosji, w Dagestanie, w rejonie magaramkienckim. W 2010 liczyła 1894 mieszkańców, głównie Lezginów.